# Aristida papuana
Aristida papuana är en gräsart som beskrevs av Jan Frederik Veldkamp. Aristida papuana ingår i släktet Aristida och familjen gräs. Inga underarter finns listade i Catalogue of Life.